# San José, Caldas
San José là một khu tự quản thuộc tỉnh Caldas, Colombia. Khu tự quản San José có diện tích 67 ki lô mét vuông. Đến thời điểm ngày 28 tháng 5 năm 2005, khu tự quản San José có dân số  người.